# Responsabilità amministrativa
In diritto, la responsabilità amministrativa è un tipo di responsabilità patrimoniale prevista dagli ordinamenti giuridici che si pone in capo ad agenti della pubblica amministrazione (dipendenti e funzionari pubblici ma anche altri soggetti che svolgono compiti per la p.a.) per un danno alle casse erariali. Le misure sono tendenzialmente di tipo risarcitorio, di tipo sanzionatorio in alcuni casi.

## In Italia
Il principio della responsabilità del dipendente pubblico è anzitutto statuito dall'art. 28 della Costituzione della Repubblica Italiana, che recita:
Esistono diverse e più specifiche fonti, come il Decreto del Presidente della Repubblica 10 gennaio 1957 n. 3 che configurano una diversificazione tra la responsabilità del dipendente e quella della pubblica amministrazione.

### Presupposti
Gli elementi della responsabilità amministrativo-contabile sono il danno, l'antigiuridicità della condotta, e il dolo o la colpa grave. Non solo un'attività posta in essere in assoluta carenza di potere ma anche la mera illegittimità della condotta integra l'elemento dell'antigiuridicità (Corte dei Conti, sez. 2a giurisdizionale centrale, n. 44 del 12 febbraio 2003).
Il danno deve essere cagionato dal dipendente nell'esercizio delle sue funzioni a seguito di una condotta illegittima. Si tratta sicuramente di un danno patrimoniale ma in seguito alla giurisprudenza costituzionale si aggiunge anche il danno non patrimoniale, risarcibile a condizione che sia stato leso un diritto costituzionalmente garantito. Tra questi ricordiamo il danno all'immagine della pubblica amministrazione.

Il danno alle casse erariali può essere diretto o indiretto: o perché il dipendente ha danneggiato direttamente lo Stato o perché ha costretto lo Stato a risarcire un altro cittadino a causa di un errore del dipendente pubblico.

### Caratteristiche
È da notare che a differenza delle responsabilità aquiliana ex art 2043, nel caso della responsabilità amministrativa i giudici hanno limitato la responsabilità ai soli casi di dolo (intenzione di causare un danno allo Stato) o di colpa grave (cioè di una negligenza grave anzi gravissima) per cui un dipendente pubblico che causa un danno erariale (cioè danno alle casse dello Stato) ma che lo fa con una negligenza minima non incorre nella responsabilità amministrativa.

### Giudizio
Il giudizio sulla responsabilità amministrativa è di competenza della Corte dei conti. È una responsabilità perseguita d'ufficio (questo spiega anche la legittimità della limitazione al dolo e colpa grave). La Corte dei Conti ha un ulteriore potere di attenuazione della responsabilità del agente, potere riduttivo, la valutazione di tutta una serie di circostanze attenuanti.
Fra la citazione in giudizio da parte del Procuratore Regionale e la pronuncia in primo grado passano raramente più di sei mesi. La proposizione dell'appello alle tre Sezioni Centrali aggiunge circa un anno alla durata complessiva, come risulta dai dati annualmente forniti dal Procuratore Generale della Corte dei conti in sede di inaugurazione dell'anno giudiziario.

### Impegni di spesa per l'acquisto di beni e servizi
In caso di impegni di spesa irregolarmente assunti nell'acquisizione di beni e servizi degli enti locali, il rapporto negoziale intercorre direttamente tra amministratore o funzionario che ha consentito la fornitura e controparte privata. L'amministratore o funzionario rispondono col loro patrimonio personale, realizzandosi la scissione dell'immedesimazione organica tra agente e P.A., sicché l'ente resta estraneo a impegni di spesa irregolarmente assunti (Corte di Cassazione, sez. 3a civile, n. 11969 del 25 novembre 1998).